# Dagoberto I
Dagoberto I (603-639), hijo de Clotario II, rey de los francos, y de Haldetrude. Fue rey de los francos entre los años 629 y 639.
En el 623, debido a las reivindicaciones autonomistas de los nobles de Austrasia, su padre lo nombra rey de este territorio, desprovisto de las regiones de las Ardenas y los Vosgos.
A la muerte de su padre se convierte en rey de los francos, cediendo el reino de Aquitania, creado para la ocasión, a su hermano Cariberto II, haciéndole renunciar definitivamente al trono franco. A la muerte de su hermano, recupera Aquitania, pero la rebelión de los nobles aquitanos le obliga a abandonar el sur de la región. Se convirtió en el rey merovingio más poderoso y el monarca más respetado de su tiempo. Hace de París su capital, debido a su posición geográfica en el centro del reino.
Por recomendación de sus consejeros Didier, Dadon (futuro San Ouen) y Eligius (futuro San Eloy), lucha contra las reivindicaciones autonomistas de parte de la nobleza y reorganiza la administración y la justicia del reino. Desarrolla la educación y las artes y hace importantes donaciones a la Iglesia. Fundará, entre otras, la abadía de San Dionisio, la cual acogerá posteriormente su tumba y será durante muchos años la tumba de los reyes de Francia. Fue el último rey merovingio que dirigió personalmente el regnum francorum. Durante su reinado, mandó construir el castillo de Altes Schloss en Merseburg, Alemania, que aún es hoy en día el castillo más antiguo habitado en este país.
Dagoberto desarrolló las relaciones diplomáticas con los países vecinos: firma un tratado de paz perpetua con el emperador bizantino Heraclio, una alianza con los lombardos y un acuerdo con los sajones por el que le ayudarán a proteger sus fronteras de los eslavos. Desarrolla campañas militares contra los gascones, los bretones y sobre todo contra los eslavos.
También en el año 632, los nobles de Austrasia se rebelaron bajo el mayordomo de palacio, Pipino de Landen. En 634, Dagoberto intentó apaciguar a los nobles rebeldes, poniendo a su hijo de tres años de edad, Sigeberto III, en el trono, cediendo así poder real en el más oriental de sus dominios, al igual que su padre había hecho once años antes.
Dagoberto murió en la abadía de Saint-Denis y fue el primer rey de los francos que fue enterrado en la basílica de Saint Denis, París. Sus dos herederos eran aún muy jóvenes: Sigeberto tenía ocho años y Clodoveo, cuatro, por lo que los mayordomos de palacio se dedican a manipular a los soberanos y acaparan definitivamente del poder. Es el comienzo de la época de los «reyes holgazanes», que marcará el fin de la dinastía Merovingia.

## Matrimonios y descendencia

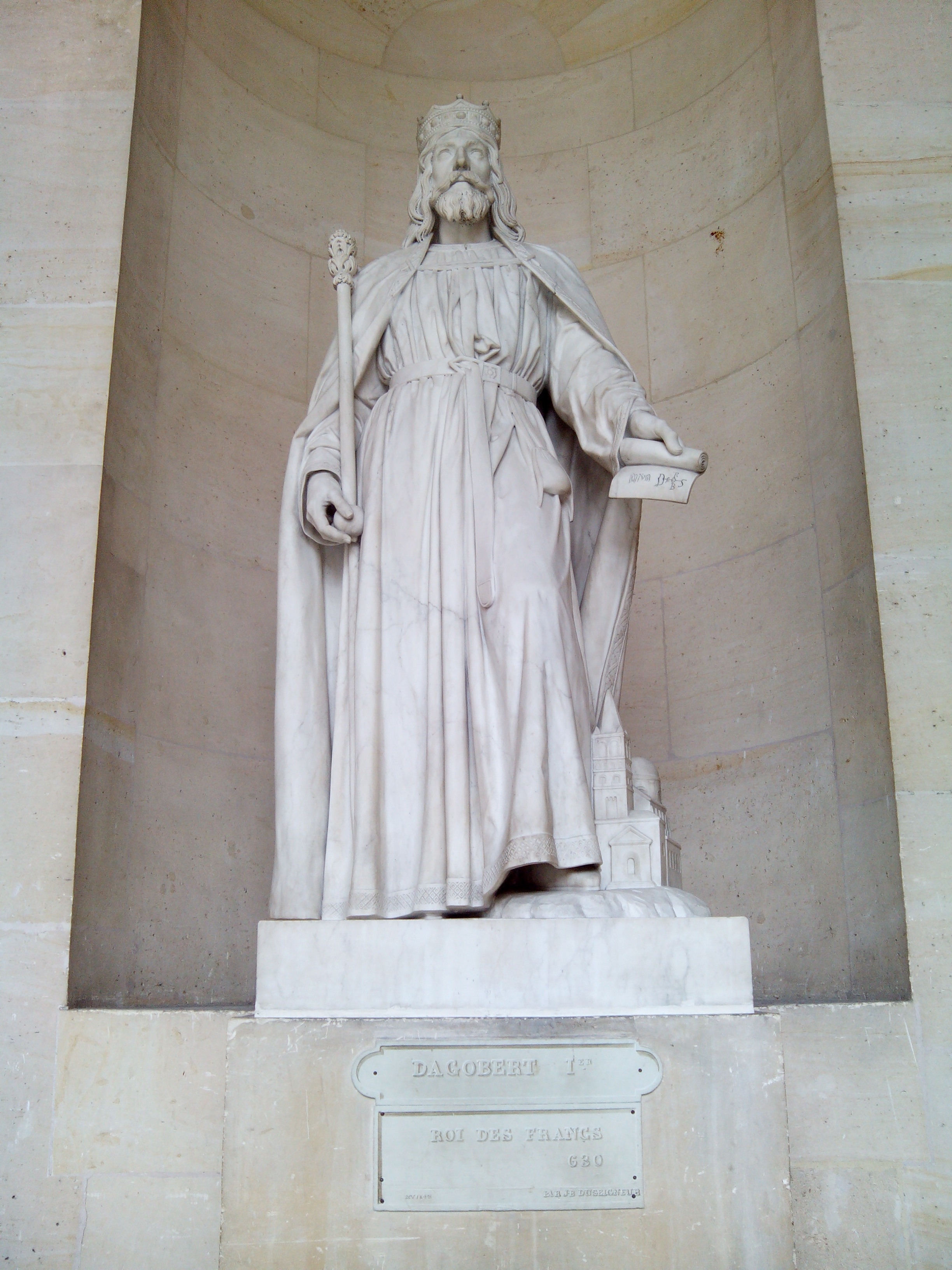
Estatua de Dagoberto I en el Palacio de Versalles.

El autor de la Crónica de Fredegario critica al rey por su moral laxa al tener "tres reinas casi simultáneamente, así como varias concubinas". La crónica señala los nombres de las reinas, Nantilde y las bastante oscuras Wulfegunda y Bertilde, pero a ninguna de las concubinas, afirmando que una lista completa de las concubinas sería demasiado larga. 
En 625/6 Dagoberto se casó con Gomatruda, una hermana Sichilda, la esposa de su padre; pero el matrimonio no tuvo hijos. Después de divorciarse de Gomatruda en 629/30 hizo que su nueva reina fuera Nantilde, una sajona, sierva (puella) de su propio séquito. Ella dio a luz a:
- Clodoveo II (n. 634/5) más tarde rey de Neustria y Borgoña.

Poco después de su matrimonio con Nantilde, se llevó a la cama a una muchacha llamada Ragnetruda, y ella dio a luz a su hijo mayor:
- Sigeberto III (n. 630/1) más tarde rey de Austrasia.

Es posible que Regintruda, abadesa de Nonnberg, fuera también una hija de Dagoberto. Ella se casó con un miembro de la familia bávara de los Agilolfingos (bien Teodón, duque de Baviera o bien su hijo, duque de Salzaburgo).

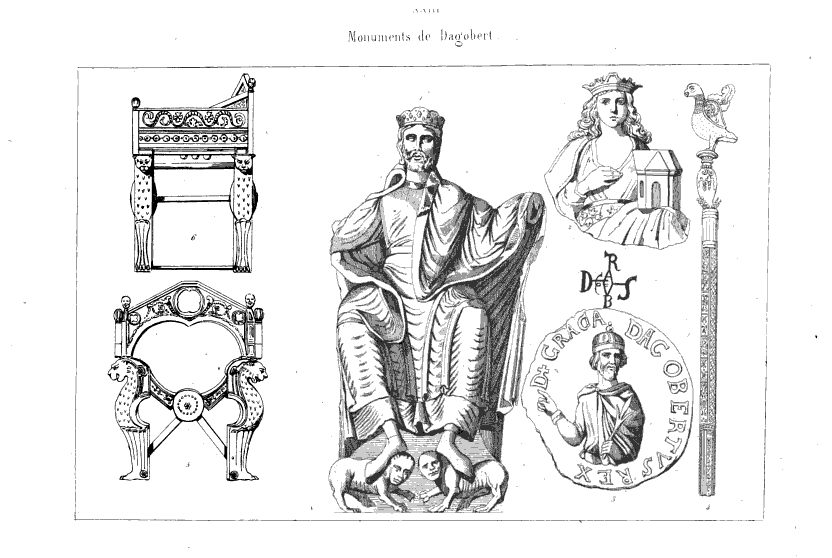
Abel Hugo - France historique et monumentale (1837).